# Lonja (rzeka)
Lonja – rzeka w Chorwacji, lewy dopływ Sawy. Jej długość wynosi 132,5 km.
Jej głównymi dopływami są: Česma, Ilova, Kutina i Pakra. Powierzchnia jej dorzecza wynosi 5944 km². Wypływa ze zboczy Ivanščicy na wysokości 270 m n.p.m. Płynie pomiędzy Kalnikiem a Medvednicą. Na terenie Lonjskiego polja przez ok. 40 km płynie równolegle do Sawy. Następnie rozdziela się na dwie odnogi: Starą Lonję, która wpada do Sawy we wsi Lonja, i Trebež, który uchodzi 5,5 km dalej.